# سید محمد حسینی شیرازی
سید محمد حسینی شیرازی (۱۳۰۷ – ۲۷ آذر ۱۳۸۰) از مراجع تقلید شیعه بود، وی فرزند میرزا مهدی شیرازی از خاندان حسینی شیرازی و برادر سید صادق حسینی شیرازی و دایی محمدتقی مدرسی است. وی معتقد به نظریه حکومت شورایی فقها و از مخالفان نظریه ولایت فقیه بود.

## تحصیل
دروس مقدماتی و عالیهٔ حوزه را نزد کسانی چون: پدرش سید مهدی حسینی شیرازی، سید هادی میلانی، علی بهبهانی محمدرضا اصفهانی، سید زین العابدین و جعفر رشتی فراگرفت.

## افکار
آزادی:
- اسلام پیروان هر دینی را به عقاید و دستورهای دینی اش ملزم ساخته و آزادی در دین را برای آنان تأیید کرده است… بر همین اساس است که می‌بینیم اسلام متعرض مجوسیان و امثال آنان _اگر با مادر و خواهر خود ازدواج کنند_ نمی‌شود! چون این عمل در دینشان جائز است.
- اسلام به انسان آزادی [مطلق] در اندیشه، سخن و عمل داده اما در این زمینه چارچوب معقول و صحیحی را در نظر؛ بدین معنا که این آزادی‌ها نباید باعث زیان [رساندن] به خود و دیگران شود.
- بخشی از دنیای امروز دارای نوعی آزادی سیاسی است و مردم از طریق وسایل تبلیغاتی، کتاب‌ها، مجّلات، ایستگاه‌های رادیوئی و تلویزیونی و امثال آن، دیدگاه خود را بیان می‌کنند، اسلام در دادن این آزادی بر قوانین وضعی سبق گرفته…

## دیدگاه‌های سیاسی
در مقایسه با حزب الدعوة و علماء نجف، که از ورود سید روح‌الله خمینی به عراق خشنود نبودند، سید محمد شیرازی استقبال گرمی از او در کربلا کرد و حتی به احترام او امامت جماعت حرم حسین بن علی را در مدت اقامتش در کربلا به او سپرد و در قم دیدارهای بسیاری با او داشت.
اما پس از این که مخالفین جمهوری اسلامی ایران زندانی و اعدام شدند و محمد شیرازی خمینی را به عمل به سیره پیامبر اسلام (که پس از فتح مکه دشمنان خود را بخشید) و عدم اعدام مخالفان توصیه و نصیحت کرد ولی جواب رد شنید، این روابط تیره و سرد شد.
سید محمد شیرازی همراه برادرش سید حسن شیرازی از مخالفان سرسخت حکومت بعث عراق بود، برادرش توسط دولت عراق زندانی وشکنجه شد و حکم اعدام غیابی برای سید محمد شیرازی صادر شد در نتیجه ایشان جبراً در سن ۴۴ سالگی بر اثر فشارهای رژیم بعث از عراق به کویت رفت و در سال ۱۳۹۹ (۱۳۵۷ خورشیدی) در سن ۵۲ سالگی به قم مهاجرت کرد. در سفر به قم، روح‌الله خمینی به دیدار او رفت.
محمد شیرازی برخلاف سید روح‌الله خمینی قائل به شورای مراجع بود (نظریه ای که بعدها سیاستمدارانی همانند هاشمی رفسنجانی برای جلوگیری از استبداد فقیه به آن معتقد شدند) وی در کتابش چنین می‌نویسد:
«از دیدگاه فقه اسلامی در زمان غیبت اهل بیت تنها با تحقق شورای مراجع است که حکومت مشروعیت پیدا خواهد نمود، بنا بر این حتی اگر یک فقیه جامع‌الشرایط ـ به جای شورا ـ در رأس حکومت قرار گیرد، باز آن حکومت غیرشرعی خواهد بود.»
او حتی معتقد بود که در تمام امور حکومتی باید با مردم مشورت بشود و موافقت مردم در انجام کارها شرط است، چنان‌که می‌نویسد:
«هرچیزی که به نحوی به شئون امّت مربوط می‌شود بایستی در آن مشورت صورت گیرد خواه این مشورت در اصل باشد یا در فرع، همانند (ساختن) مدارس، دانشگاه‌ها، بیمارستان‌ها، فرودگاه‌ها، کارخانجات، صنایع سنگین و غیره؛ زیرا این گونه مراکز با اموال و دارایی‌های امّت دایر و راه اندازی می‌شود.»
سید محمد شیرازی پس از اعدام‌های بی‌رویه ای که در جمهوری اسلامی اتفاق افتاد، جزء معترضان و مخالفان این سیستم شد و توسط حکومت وقت به شدت تحت فشار قرار گرفت، به اندازه ای که کتبش را مصادره کردند، موسسه‌هایش را بستند و فرزندانش و بستگانش را بازداشت کردند.
وی در کتابش (مطاردة قرن و نصف) می‌نویسد: حکومتِ… در خانه ام مرا حصر کرد و اتفاقات ناگواری بر من افتاد که اگر می‌خواستم آن‌ها را بنویسم کتابی با بیش از پانصد صفحه می‌شد! به این‌ها بسنده نکردند و تا جایی رسید که فرزندانم سید مرتضی و سید مهدی و عده ای از نزدیکان و دوستان و فامیل را بازداشت کردند و عده ای را نیز آواره کردند! و همان‌طور بسیاری از علما و طلاب را از حضور در جلسه درسم منع کردند و پس از مصادره بسیاری از موسساتمان، کارمندان آن‌ها را اجبار به ترک کردند… و دو پسر دیگرم تحت تعقیب قرار گرفتند که یکی به کویت و دیگری به سوریه مهاجرت کرد.
وی در کتاب دیگرش می‌نویسد: کشوری که من در آن هستم (ایران) کتاب تفسیر {تقریب القرآن الی الاذهان} را مصادره کردند. همان حکومت کتاب دیگری از من را که نامش {این‌گونه بود حکومت رسول‌الله و امیرالمومنین} بعد از اینکه اجازه چاپ گرفت و به عدد ده هزار نسخه به چاپ رسید و فهمیدند که این کتاب به آنچه ادعا می‌کنند سیاستشان اسلامی است ضرر می‌زند، دستور به مصادره و سوزاندن آن کردند، اما خوشبختانه نسخه اصلی خطی آن نزدم محفوظ ماند، و الا این کتاب به کلی از بین می‌رفت! و همچنین کتب متعددی را از من مصادره کردند!
در جریان جنگ ایران و عراق، پس از صدور فتوا به حرمت جنگ با عراقی‌ها (در خلال جنگ ایران و عراق) به دلیل حرمت کشتن مسلمین و مشروع نبودن ادامه جنگ، در خانه‌اش محبوس شد، این بازداشت خانگی که طولانی‌ترین حبس در طول حکومت جمهوری اسلامی است، بیش از ۲۰ سال طول کشید و با مرگ او پایان یافت.

## درگذشت
وی در ۲۷ آذر ۱۳۸۰ در قم درگذشت. نماز میت وی را برادرش سید صادق حسینی شیرازی در حرم فاطمه معصومه خواند و مجلس ختمی در مسجد اعظم قم برای وی برگزار شد.

## مؤسسات
1. وی ده‌ها مسجد، حسینیه، مدرسه، کتابخانه، انتشارات، صندوق قرض الحسنه و درمانگاه تأسیس کرد. همچنین نمایندگان و مقلدان او به تشویق و راهنمایی و حمایت وی مؤسسات زیادی در مناطق مختلف جهان از جمله در مصر، سودان، بریتانیا، کانادا، آمریکا، هند، پاکستان، استرالیا، کشورهای حوزه خلیج فارس، ایران و عراق به وجود آوردند. شیرازی در به وجود آوردن حوزه‌های علمیه در ایران، عراق، کویت، سوریه و دیگر کشورها هم فعال بود و ده‌ها مدرسه دینی ایجاد کرده و حوزه‌های مختلف علمیه را تحت پوشش و حمایت خود قرار داد و برای طلاب و علماء دینی در ایران، سوریه، هند، پاکستان، افغانستان و تعدادی از طلاب خلیج فارس شهریه قرار داد و همچنین از ابتدای تأسیس حوزه علمیه حضرت زینب که توسط برادرش تأسیس شد، این حوزه را نیز تحت حمایت خود قرار داد.[۱۲]

## تألیفات
وی در طول عمر ۷۵ ساله اش بیش از ۱۱۵۰ عنوان کتاب در مسائل مختلف سیاست، اقتصاد، حقوق، الهیات، فقه، اصول، طبّ، نجوم، حدیث، رجال، کلام، منطق، تاریخ و دیگر موضوعات به دو زبان عربی و فارسی نوشت. وی همچنین در سال ۲۰۰۰ لقب سلطان المؤلفین را از کانون نویسندگان کشورهای عربی دریافت کرد.
از مهم‌ترین این کتاب‌ها:
- بزرگ‌ترین دوره فقه استدلالی با نام موسوعة الفقه (۱۵۰ جلد) و چاپ جدید (۱۱۰ جلد)
- الوسائل و مستدرکاتها (۴۰ جلد)
- تقریب القرآن إلی الأذهان (۳۰ جلد)
- ایصال الطالب الی المکاسب (۱۶ جلد)
- الأصول (۸ جلد)
- الوصول الی کفایة الأصول (۵ جلد)
- الوصائل الی الرسائل (۱۵ جلد)
- توضیح القرآن (۳ جلد)
- تسهیل القرآن (۱۰ جلد)
- تبیین القرآن (۳ جلد)
- وسائل الشیعة و مستدرک‌ها (۴۰ جلد)
- حاشیة المنطق
- مبادی الطب
- أولیات الطب
- تحفة التحفة
- فصول الحساب
- أبواب الهندسة
- نجوم الفلک
- علم رجال الحدیث
- شرح نهج البلاغه (۴جلد)
- شرح صحیفه سجادیه
- شرح منظومه سبزواری
- القول السدید فی شرح التجرید[۱۴]
- اسلام و جهانی شدن
- اسلام و محیط زیست
- قدس شریف و مسجد الأقصی
- اقتصاد اسلامی (چندین جلد)
- سیاست در اسلام (۲ جلد)
- نقش مدیریت در پیشرفت ملت‌ها
- قواعد الإعراب
- دنیا بازیچه یهود
- غرب در آستانه دگرگونی
- با ماهواره چه باید کرد؟
- اخلاق اسلامی
- راهی به سوی نهضتهای اسلامی
- دگرگونی
- رسیدن به حکومت اسلامی
- گفتگوهایی با کونیستها
- آزادی در اسلام
- شورا در اسلام
- حکومت اسلامی در عهد امیرالمؤمنین علیه السلام
- اسلام چیست؟
- خرافات در کتب مسیحیان
- گفتگوهایی با ملی‌گراها
- باقی‌مانده از تمدن اسلامی
- منطق استعمار
- آنچه هر مسلمان باید بداند.
- نقش ثروت در پیشرفت اسلام
- رسالت قرآن و پیامبر
- بهسازی تبلیغات دینی
- در مکتب استاد
- سال‌های مبارزه
- سه میلیارد کتاب
- راه نجات
- مارکسیسم در آستانه سقوط
- قانون اساسی اسلام
- آیا ملت‌ها را ارزشی است؟
- امیرمؤمنان علی علیه السلام خورشیدی در افق بشریت
- حسین علیه السلام پرچمدار آزادی
- نگرشی به زندگانی حضرت زهرا سلام الله علیها
- نکاتی از شخصیت اسلامی زن
- جهاد امام حسین علیه السلام و یارانش در شهر شهادت
- چرا و چگونه مسلمان شدند؟
- سال‌های مبارزه
- افغانستان در تحول اسلامی
- نقش رهبری حضرت امام رضا علیه السلام
- نکاتی از تاریخ سیاسی اسلام
- هجرت از عراق چرا و چگونه؟
- حقوق زندانی در اسلام
- ازدواج جوانان و راهکارها
- نیازمندی‌های جامعه اسلامی
- به سوی بیداری اسلامی
- حجاب و عدل زیربنای حکومت
- عقاید اسلامی
- داستان پیامبران
- از نماز چه می‌دانید؟
- سری کتاب‌های فروع دین
- توضیح نهج البلاغه (۵ جلد)
- گام‌های بیداری
- اسلام و جامعه
- حقوق زن در اسلام
- اهمیت علم و تقوی در اسلام
- شخصیت اسلامی زن
- از چشمه سار معرفت
- اسلام و داروین
- انسان و میمون
- با مادی‌گراها
- تحولات در غرب
- با ماهواره چه باید کرد؟